# Roy Alejandro Barreras Cortés
Roy Alejandro Barreras Cortés (Bogotá, 2 de agosto de 1986),  Es un politólogo Colombiano. Actualmente es Director Ejecutivo por Colombia en el Directorio del Banco Interamericano de Desarrollo. Fue Director del Departamento Administrativo de Planeación Distrital de la Alcaldía de Santiago de Cali. Durante la administración de Dilian Francisca Toro como Gobernadora del Valle del Cauca y previamente se desempeñó como Director de Planeación Departamental. 
Fue elegido Concejal de Cali en el 2011 con 14.987 votos, la mayor votación del Partido de la U y la segunda mayor votación entre todos los candidatos aspirantes en las elecciones locales al Concejo de Cali en el periodo de 2012 - 2015. Barreras se especializó en derecho público y posee estudios en maestría en economía.[cita requerida]
En su cargo como Concejal su capacidad de trabajo y liderazgo lo llevaron a ser el concejal que más modificaciones presentó y que fueron incluidas en el Plan de Desarrollo de la ciudad para el periodo 2012-2015.[cita requerida]
Igualmente, fue designado Ponente del Plan de Ordenamiento Territorial, el proyecto más importante para Cali durante los próximos 12 años, con el cual la ciudad apunta a convertirse en una urbe segura, competitiva y sostenible.[cita requerida]

## Premios y reconocimientos
- En el año 2021 como Director de Planeación Distrital, lideró la iniciativa Cali EcoCrea con la que fue elegida como ganadora[2] en la categoría Políticas Públicas del concurso Prácticas Inspiradoras en el marco del IV Foro Latinoamericano y del Caribe vivienda y Hábitat: “Acción x la Vivienda y los Asentamientos frente al COVID-19”. Durante el evento, también obtuvo el Premio “Best in Show”,[3] en la categoría Políticas Públicas
- El 14 de diciembre de 2021, recibió en nombre de la Alcaldía de Santiago de Cali el reconocimiento a Mejor Plan de Desarrollo Municipal en la categoría Sostenibilidad,[4] en el marco del Concurso a Mejores Planes de Desarrollo Territorial del Departamento Nacional de Planeación